# Verlag Recht und Wirtschaft
Die Verlag Recht und Wirtschaft GmbH war ein juristischer Fachverlag mit Sitz in Frankfurt am Main, deren Zeitschriften und Bücher heute vom Verlagsbereich Fachmedien Recht und Wirtschaft innerhalb der dfv Mediengruppe weiter publiziert werden.
Der Fachverlag, der seit 1. Januar 2014 als dfv Mediengruppe auftritt, erwarb Anfang 2001 Anteile in Höhe von 30 % von der damaligen geschäftsführenden und alleinigen Gesellschafterin Angelika Sauer. Der Verlagssitz befand sich zu diesem Zeitpunkt am Gründungsort des Verlages in Heidelberg. Die Anteile wurden im Jahr 2002 auf 60 % erhöht, der Umsatz betrug 2001 ca. 7 Millionen Euro. Nach der vollständigen Übernahme im Jahr 2003 zog der Verlag im Jahr 2004 in die Zentrale des Deutschen Fachverlages in Frankfurt um.
Umsatzstärkste Zeitschrift ist die wöchentlich erscheinende juristische Fachzeitschrift Betriebs-Berater (BB), die ihren Fokus auf Wirtschafts- und Steuerrecht hat. Weitere herausgegebene Zeitschriften mit eigener Redaktion sind Kommunikation und Recht (K&R), Recht der Internationalen Wirtschaft (RIW), Europäisches Wirtschafts- und Steuerrecht (EWS), Netzwirtschaften und Recht (N&R) und Der Steuerberater (DStB). Von externen Redaktionen betreut werden die Titel Zeitschrift für Vergleichende Rechtswissenschaft (ZVerglRWiss) und Zeitschrift für das gesamte Handelsrecht und Wirtschaftsrecht (ZHR). Letztere erscheint als ältester Titel im Verlag seit 1858. Die juristischen Fachzeitschriften der dfv Mediengruppe, Wettbewerb in Recht und Praxis (WRP), Zeitschrift für Umweltpolitik & Umweltrecht (ZfU) und Zeitschrift für das gesamte Lebensmittelrecht (ZLR) werden vom Verlagsbereich Recht und Wirtschaft der dfv Mediengruppe verlegt.
Jüngster Titel ist die Recht der Finanzinstrumente (RdF), deren Erstausgabe am 17. Januar 2011 erschien.
Der Verlagsbereich Recht und Wirtschaft unterhält weiterhin ein juristisches Fachbuchprogramm mit rund 300 lieferbaren Titeln.
Der selbstständige Verlag Recht und Wirtschaft wurde zum 31. Dezember 2011 aufgelöst. Er wurde als eigener Verlagsbereich Recht und Wirtschaft dem Deutschen Fachverlag eingegliedert.
Der Verlagsbereich unterhält weiterhin ein Portfolio von digitalen Medien. Dazu zählen vor allem die R&W-Online Datenbank mit den digitalen Archiven der juristischen Fachpublikationen. Im Falle der Zeitschrift BB – Betriebs-Berater können so z. B. Recherchen bis in das Jahr 1984 zurückgeführt werden. Neben der Datenbank bietet der Verlagsbereich mehrere Nachrichtenportale mit juristischen Informationen aus den Bereichen Wirtschaftsrecht, Steuerrecht, Compliance, Finanzmarkt, Wettbewerbsrecht, Arbeitsrecht, Medien- und IT-Recht und Lebensmittelrecht.
Darüber hinaus ist der Verlagsbereich Recht und Wirtschaft Veranstalter einer Reihe von juristischen Fachveranstaltungen und Initiator und Veranstalter des Deutschen Compliance-Preises.
Der Verlag betrieb seit dem April 2011 ein Jobportal für Beraterberufe, die Website www.juwista-jobs.de. Das Jobportal besteht unter dem Namen www.betriebs-berater-jobs.de weiter und wird betrieben von der Deutscher Fachverlag GmbH.